# Тактическая сила
«Тактическая сила» (англ. Tactical Force)— кинофильм-боевик 2011 года выпуска, режиссёр Адамо Культраро.
Съёмки проходили в Ванкувере, Британская Колумбия.

## Сюжет
Нет ничего хуже, чем быть пойманными в ловушку... Это ощутили на себе герои фильма "Тактическая сила". Вся история началась с тактических учений, которые проводились для группы полицейских Лос-Анджелеса. Местом действия учений был выбран заброшенный ангар, основная цель учений - противодействие террористическим организациям. Каково же было удивление, когда вооруженные банды окружили ангар с двух сторон. Подобные действия не входили в сценарий учений, и у группы LAPD SWAT закрались подозрения. Как впоследствии оказалось, банды были реальными, ловушка тоже, да и пули вовсе не холостые...

## В ролях
- Стив Остин — капитан S.W.A.T. Фрэнк Тейт
- Майкл Джей Уайт — офицер S.W.A.T. Тони Хант
- Лекса Дойг — офицер S.W.A.T. Дженнард
- Майкл Шэнкс — Деметриус
- Даррен Шахлави — Сторато
- Эдриан Холмс — Лампоне
- Кит Джардин — Тальяферро
- Стив Бачич — офицер S.W.A.T. Бланко
- Майкл Эклунд — Кенни
- Питер Кент — Владимир

## Интересные факты
- актёры Майкл Джей Уайт, Лекса Дойг, Дэррен Шахлави, Эдриан Холмс, Стив Бачич и Майкл Эклунд в разное время снимались в сериале Стрела.
- актёр Майкл Шэнкс сыгравший русского бандита Деметриуса, и актриса Лекса Дойг сыгравшая бойца спецназа Дженнард, в реальной жизни являются мужем и женой.